# Генеральна округа Таврія
Генеральна округа Криму (частина Таврії), також Генеральна округа Криму, Генеральна округа Таврія, Генеральна округа Мелітополь, Генеральна округа Крим (півокруга Таврія) (нім. Generalbezirk Krim (Teilbezirk Taurien)) — адміністративно-територіальна одиниця Райхскомісаріату Україна часів Другої світової війни, утворена на частині території сучасних Херсонської та Запорізької областей України. Створена 1 вересня 1942 року на чолі з генеральним комісаром Альфредом Фрауенфельдом.

## Назва генеральної округи
У публікаціях трапляються різночитання щодо назви генеральної округи. В одних випадках її називають генеральною округою Таврія, в інших — Крим. У документі про попередній поділ РКУ на генеральні округи за серпень 1941 р., опублікованому у збірнику документів «Німецько-фашистський режим на Україні 1941—1944 рр.» ця генеральна округа носить назву Таврія. Вона мала включати колишню Кримську АРСР та південні частини Миколаївської і Запорізької областей. У коментарі до неї було зазначено, що фактично «розміри цієї генеральної округи були обмежені лише районами згаданих областей УРСР, а через це округа звалася Teilbezirk Taurien (частина Таврії). Центр був у місті Мелітополі».
За оцінкою співробітниці Інституту української археографії та джерелознавства Тетяни Себти, коментар цілком відповідає дійсності за винятком одного — назви генеральної округи, яку дано не повністю. Цю генеральну округу було створено 1 вересня 1942 р. і офіційно названо Генеральна округа Крим (частина Таврії) (Generalbezirk Krim (Teilbezirk Taurien)). Звідси всі непорозуміння. Скорочуючи таку довгу назву, західні дослідники називали її, як правило, Генеральною округою Крим, а українські, опираючись на вказаний документ, — Генеральною округою Таврія. Керівник цієї генеральної округи офіційно називався генеральний комісар Криму (Generalkommissar für die Krim). Можна допустити вживання скороченої назви Генеральна округа Крим, але лише за однієї умови — за першої згадки у тексті цієї генеральної округи обов'язково потрібно вказувати її повну назву.

## Історія
Невдовзі після військового нападу на СРСР канцлер Третього рейху А. Гітлер підписав 17 липня 1941 указ про створення у складі Райхскомісаріату Україна Генеральної округи Криму (нім. Generalbezirk Krim). Формально ця генеральна округа була утворена 1 вересня цього ж року і, згідно з планами, охоплювала території, що нині перебувають у складі Херсонської області, Запорізької області й АР Крим. Центр округи мав розміщуватися в місті Сімферополь, а найвищим органом його цивільної адміністрації мав бути генеральний комісаріат, очолюваний генеральним комісаром (ним був призначений Альфред Фрауенфельд, цю посаду він займав до кінця окупації). Генеральну округу було поділено на 14 округ (нім. Gebiete; кожен з них територіально об'єднував по 2–3 райони, що були зазначені на тогочасній карті СРСР). В округах планувалося створити окружні комісаріати на чолі з окружними комісарами. Як адміністративні центри округ були визначені населені пункти: Цюрупинськ, Каховка, Генічеськ, Якимівка, Мелітополь, Джанкой, Євпаторія, Курман-Кемельчі, Ічкі, Сімферополь, Судак, Керч, Ялта і Севастополь. У 4-х містах генеральної округи — Мелітополі, Сімферополі, Керчі та Севастополі — планувалося створити міські комісаріати (нім. Stadtkomissariat), керівники яких користувалися б правами окружних комісарів.
Проте фактично генеральну округу Криму так і не було остаточно створено. Причиною цього стало те, що до літа 1942 територія, яка відводилася під цю цивільну генеральну округу, являла собою ближній тил військ вермахту. Тому А. Фрауенфельд до своїх обов'язків генерального комісара зміг приступити тільки 1 вересня 1942 року і то лише на частині території генеральної округи. Зокрема, 9 округ Криму так і не перейшли під юрисдикцію генерального комісаріату, а територія півострова в цілому вважалася такою, що була під подвійним управлінням — цивільним (номінально) і військовим (фактично). У зв'язку з цим адміністративний центр генеральної округи було перенесено у місто Мелітополь, а сама адміністративна одиниця отримала назву Генеральна округа Криму (частина Таврії).
Упродовж усього періоду окупації реальна влада на Кримському півострові належала командувачеві місцевих частин вермахту. На чолі апарату військової адміністрації стояв командувач військ вермахту в Криму (Befehlshaber Krim), який був підпорядкований командувачеві групи армій «А» (з квітня 1944 — група армій «Південна Україна»).
Генеральна округа припинила існування після вигнання нацистських окупантів з Мелітополя 23 жовтня 1943 року.

## Адміністративно-територіальний поділ
Генеральна округа складалася з 5 округ:
- Генічеський ґебіт (нім. Kreisgebiet Genitschesk): Генічеський район, Новотроїцький район, Сиваський район.
- Каховський ґебіт (нім. Kreisgebiet Kachowka): Горностаївський район, Каланчацький район, Каховський район, Чаплинський район.
- Мелітопольський ґебіт (нім. Kreisgebiet Melitopol): міський район Мелітополь (нім. Melitopol-Stadt), сільський район Мелітополь (нім. Melitopol-Land), Нововасилівський район, Приазовський район.
- Олешківський ґебіт (нім. Kreisgebiet Aleschki): Голопристанський район, Олешківський район, Скадовський район.
- Якимівський ґебіт (нім. Kreisgebiet Akimowka): Веселівський район, Іванівський район, Нижньосірогозький район, Якимівський район.

## Крим
Розширення меж райхскомісаріату Україна проектувалося з великим розмахом. Згідно з німецькими планами, територія Райхскомісаріату Україна, окрім виключно українських земель, мала охоплювати Волгоградську (Сталінградську), Воронезьку, Тамбовську, Орловську, Ростовську області РРФСР та Кримську АРСР, включаючи область розселення німців Поволжя, оформлену в окрему генеральну округу. У жовтні 1941 року прискіпливо планувалося подальше територіальне розширення. Після поразки під Сталінградом жодних розширень більше не здійснювалося. Так званий Східний операційний район залишався під військовою адміністрацією. Крим так і не було передано у відання Генеральної округи Крим. Цьому була така причина: Гітлер і Кох не ладнали, а, між тим, Гітлер хотів після остаточної перемоги у війні населити Крим південними тірольцями. Він побоювався серйозних проблем з Кохом, якщо той як райхскомісар України матиме у своєму віданні Крим.
Проте плани німецьких окупантів не виключали можливості створення «Генеральної округи Крим (частина області Крим)». Якби це сталося, то т. зв. частина області (або півокруга, підокруг, підобласть — залежно від українського перекладу німецької назви) «Крим» поділялася б на такі округи (ґебіти):
- Сімферопольський міський ґебіт (нім. Kreisgebiet Simferopol-Stadt).
- Севастопольський міський ґебіт (нім. Kreisgebiet Sewastopol-Stadt).
- Керченський міський ґебіт (нім. Kreisgebiet Kertsch-Stadt).
- Євпаторійський ґебіт (нім. Kreisgebiet Eupatoria).
- Джанкойський ґебіт (нім. Kreisgebiet Dshankoj).
- Курман-Кемельчинський ґебіт (нім. Kreisgebiet Kurman-Kemeltschi).
- Сімферопольський ґебіт (нім. Kreisgebiet Simferopol).
- Ялтинський ґебіт (нім. Kreisgebiet Jalta).
- Севастопольський ґебіт (нім. Kreisgebiet Sewastopol).
- Судацький ґебіт (нім. Kreisgebiet Sudak).
- Ічкинський ґебіт (нім. Kreisgebiet Itschki).
- Керченський ґебіт (нім. Kreisgebiet Kertsch).